# Афротурки

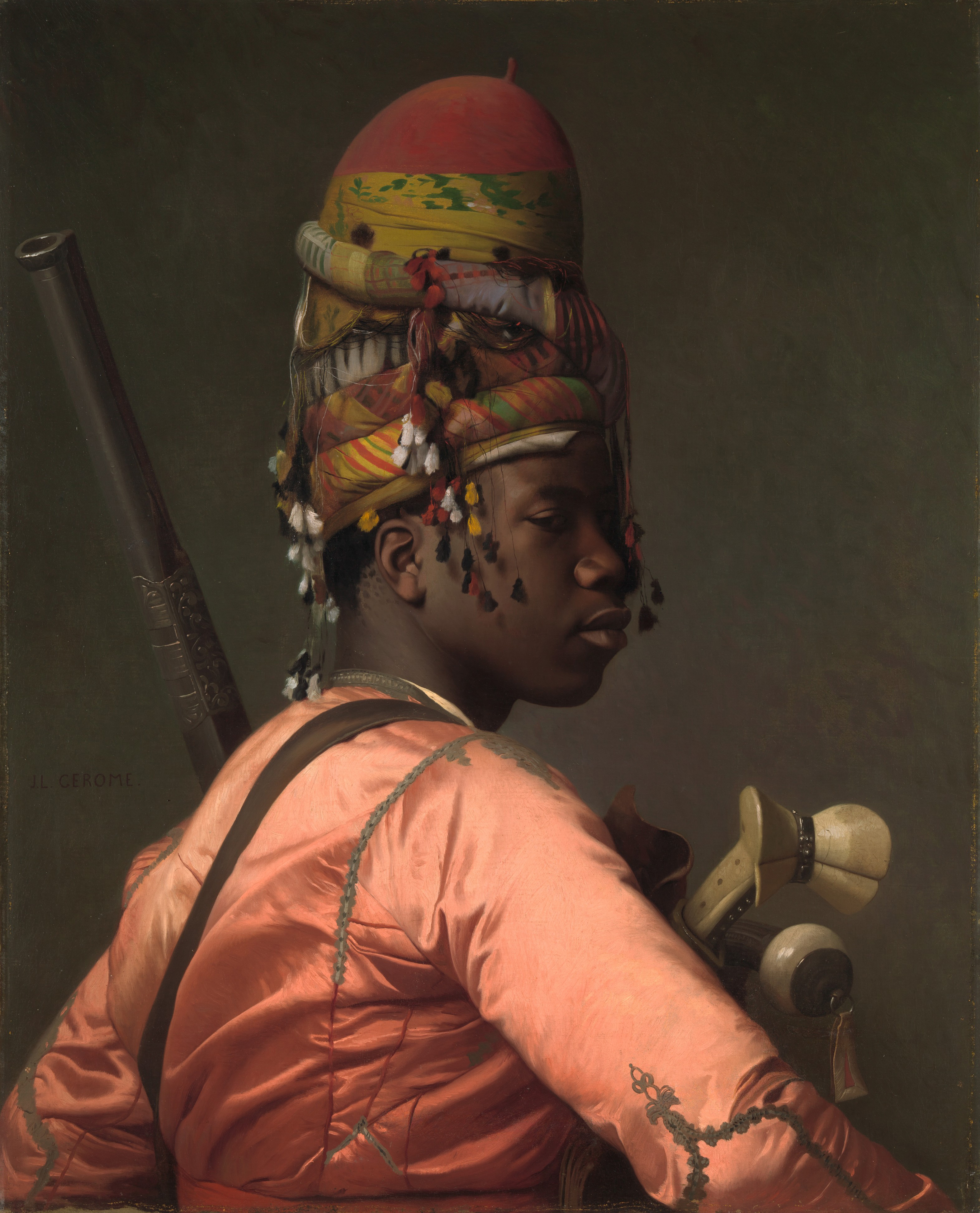
Башибузук.

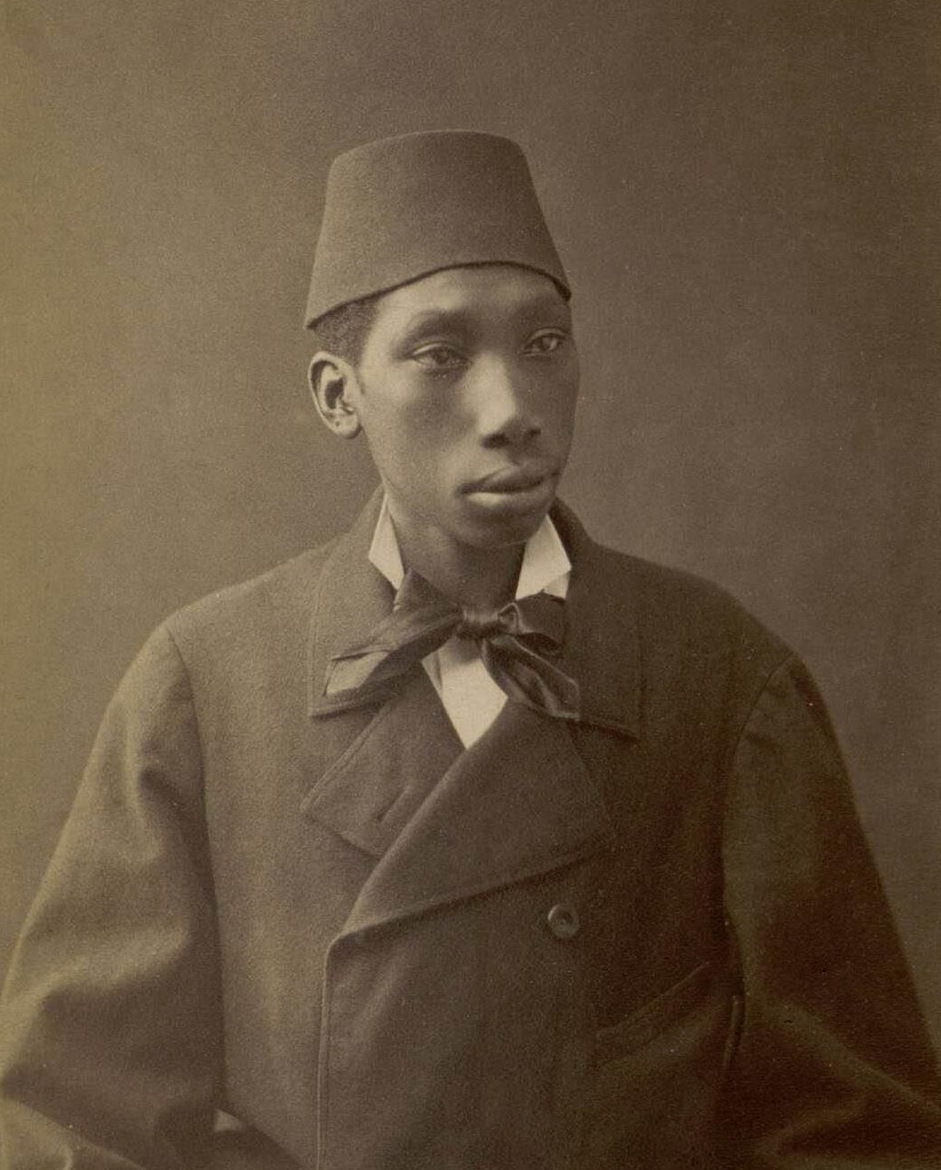
Евнух в гареме

Афротурки (тур. Afro-Türkler), или африканские турки, турецкие африканцы — группа лиц африканского происхождения, проживающая на территории Турции. 
Название «афротурки» является неологизмом. Ранее в разговорном турецком языке назывались арапами («арабами») или зенджи («неграми»). Ныне называются «турками африканского происхождения» (тур. Afrika kökenli Türkler). 
Официально не признаны национальным меньшинством. По вероисповеданию — мусульмане-сунниты. Говорят на турецком языке и критском диалекте греческого языка. Численность афротурок в Турции составляет свыше 5000 человек.

## Расселение
Появление выходцев из Африки на территории Малой Азии связано с работорговлей в Османской империи. Африканцы-рабы привозились из Занзибара, Нигера, Саудовской Аравии, Ливии, Кении и Судана и расселялись в Анатолии (Даламан, Мендерес, Гедиз, Манавгате и Чукурова). Их труд использовался в сельском хозяйстве.
Получившие свободу выходцы из Африки, стали селиться в городах, главным образом на побережье Эгейского моря. В XIX веке в Измире существовало несколько африканских кварталов: Сабирташи, Долапкую, Тамашалык, Икичешмелик и Баллыкую. Все они были городскими трущобами. Сюда переселились и афротурки с Крита после обмена населением между Грецией и Турцией в 1923 году. Афротурки, проживающие в Айвалыке изначально говорили на критском диалекте греческого языка, и только после переселения перешли на турецкий.
Афротурки, проживающие в Измире до 1960 года отмечали традиционный весенний праздник «Дана байрамы» («Праздник телёнка»). Это название он получил в 20-х годах XX века. Праздник длился в течение трёх недель. В течение года старейшины африканской общины собирали деньги на покупку телят, которых приносили в жертву в первую субботу мая. Ныне традиция отмечать этот праздник возрождается среди молодого поколения афротурок, но длится он несколько дней.
Во времена Османской империи афротурки появились и на Балканах. Например, в городе Улцинь в Черногории была своя африканская община потомков бывших рабов. Кроме того, в армии султана было много солдат-африканцев. Во время Австро-турецкой войны 1716-1718 годов в турецкой армии, сражавшейся на Балканах служили 24 000 африканцев.
Ныне районы со значительной долей афротурецкого населения находятся в Эгейском регионе, особенно городах Измир, Айдын и Мугла. Афротурки живут и в некоторых деревнях и муниципалитетах провинций Анталия и Адана, но миграция в большие города продолжается. Некоторые потомки африканских поселенцев остались, смешавшись с остальным населением. Эти факты затрудняет оценку точного числа турок африканского происхождения.